# Poetas cíclicos
Poetas cíclicos es un término abreviado para los primeros poetas épicos griegos, contemporáneos cercanos a Homero. No se sabe más sobre estos poetas que sobre Homero, pero los eruditos modernos consideran que al igual que este desarrollaron su obra oralmente. En el período clásico, los primeros poemas épicos supervivientes se atribuyeron a estos autores, al igual que la Ilíada y la Odisea se atribuyeron a Homero. Junto con Homero, cuya Ilíada cubre apenas 50 días de la guerra, cubren el "ciclo" completo de la guerra, de ahí el nombre que se les ha dado. La mayoría de los estudiosos modernos sitúan a Homero en el siglo VIII a. C. Los otros poetas que se enumeran a continuación parecen haber vivido entre los siglos VII y V antes de Cristo. Excluyendo la de Homero, ninguna de las obras de estos poetas cíclicos sobrevive en la actualidad.

## Lista de poetas nombrados
- Agias de Trecén
- Antímaco de Teos
- Arctino de Mileto
- Aristeas de Proconeso
- Asio de Samos
- Carcino de Naupacto
- Cinetón de Esparta
- Creófilo de Samos
- Diodoro de Eritras
- Epiménides
- Estasino de Chipre
- Eugamón de Cirene
- Eumelo de Corinto
- Hegesínoo
- Homero
- Lesques de Pirra
- Paniasis de Halicarnaso
- Pisandro de Camiro
- Pisino de Lindo
- Pródico de Focea
- Quersias de Orcómeno
- Testórides de Focea

### Elciclo épico
- Cipria, atribuido a Homero, Estasino de Chipre, Hegesínoo (o Hegesias) de Salamina o Ciprias de Halicarnaso
- Ilíada, casi siempre atribuida a Homero
- Etiópida, atribuida a Arctino de Mileto
- Amazonía una vez atribuida a Homero (quizás una versión diferente u otro nombre de la Etiópida)
- Pequeña Ilíada, atribuida a Lesques de Pirra, Cinetón de Esparta, Diodoro de Eritras u Homero
- Saco de Troya, atribuida a Arctino de Mileto
- Los Regresos (Nóstoi), adscrito a Eumelo de Corinto, Agias de Trecén u Homero
- Odisea, generalmente atribuida a Homero
- Telegonía, atribuida a Cinetón de Esparta; de lo contrario se dice que fue robada de Museo por Eugamón de Cirene
- Tesprócida (quizás una versión diferente u otro nombre de la Telegonía)

### El ciclo tebano
- La Edipodia, atribuida a Cinetón de Esparta
- La Tebaida, a veces atribuida a Homero
- Los Epígonos, atribuida a Antímaco de Teos u Homero
- La Alcmeónida

### Otras epopeyas
- Titanomaquia, atribuida a Eumelo de Corinto
- Heraclea, se dice que fue robada de Pisínoo de Lindo por Pisandro de Camiro
- Toma de Ecalia, se dice que fue entregada por Homero a Creófilo de Samos
- Margites
- Las Naupactias, atribuida a Arctino de Mileto o Carcino de Naupacto
- Focaida, atribuida a Testórides de Focea u Homero
- Miníada, adscrito a Pródico de Focea
- Cércopes
- Forónida
- Danaida
- Europia, quizás también llamada Bugonía, atribuida a Eumelo de Corinto
- Arimaspeas, atribuida a Aristeas de Proconeso